# Ryttartorp

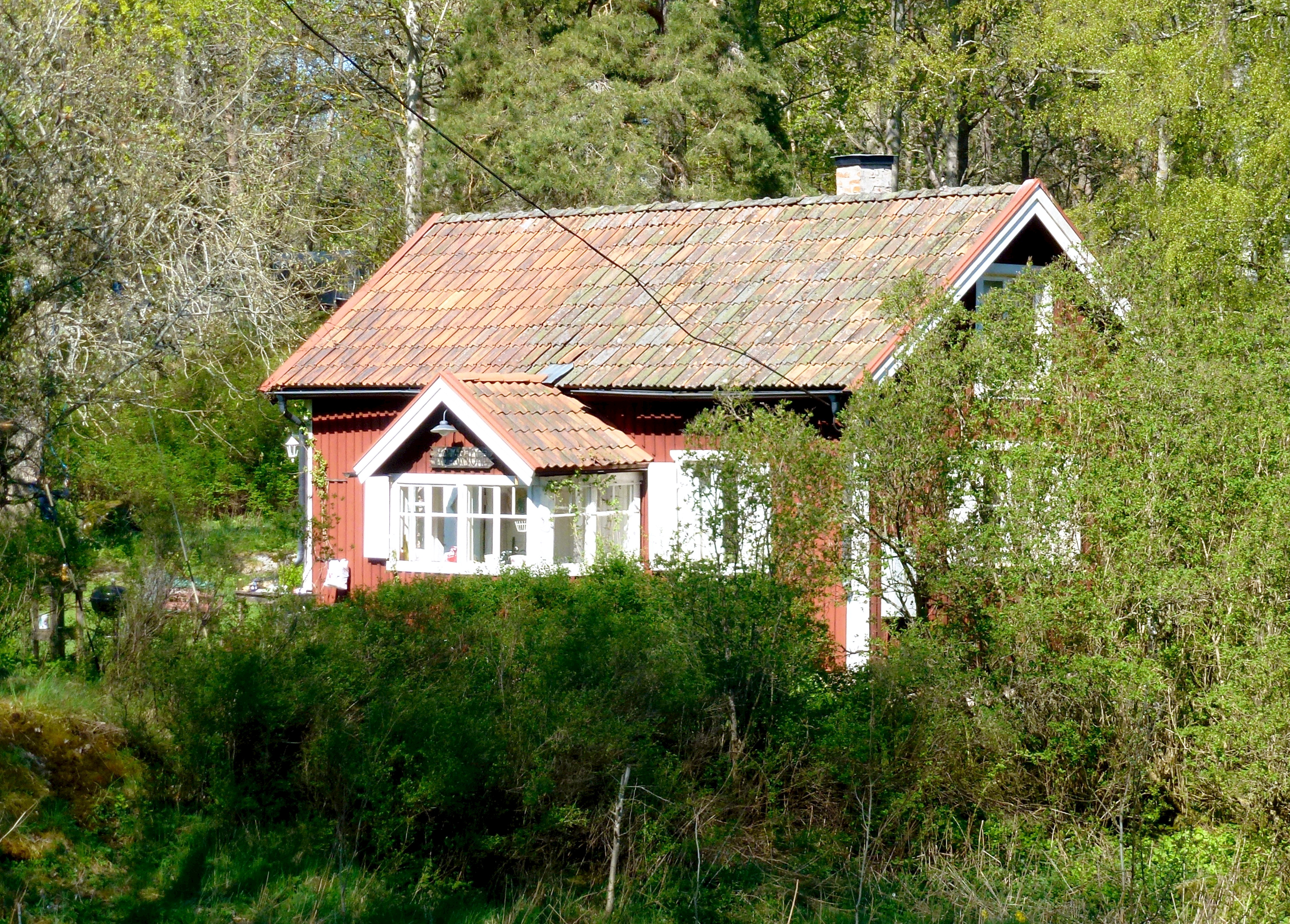
Ryttartorp No 2 i Huddinge.

Ryttartorp är i Sverige och Finland ett soldattorp som ryttare bebodde inom ramen för Indelningsverket i Sverige. Ryttartorp var ett sätt att försörja ett stående kavalleri inklusive ryttarnas familjer i fredstid.
Cirka 30 000 ryttartorp tillkom vid 1600-talets slut i samband med Karl XI:s införande av Indelningsverket.